# Bromuro de hierro (II)

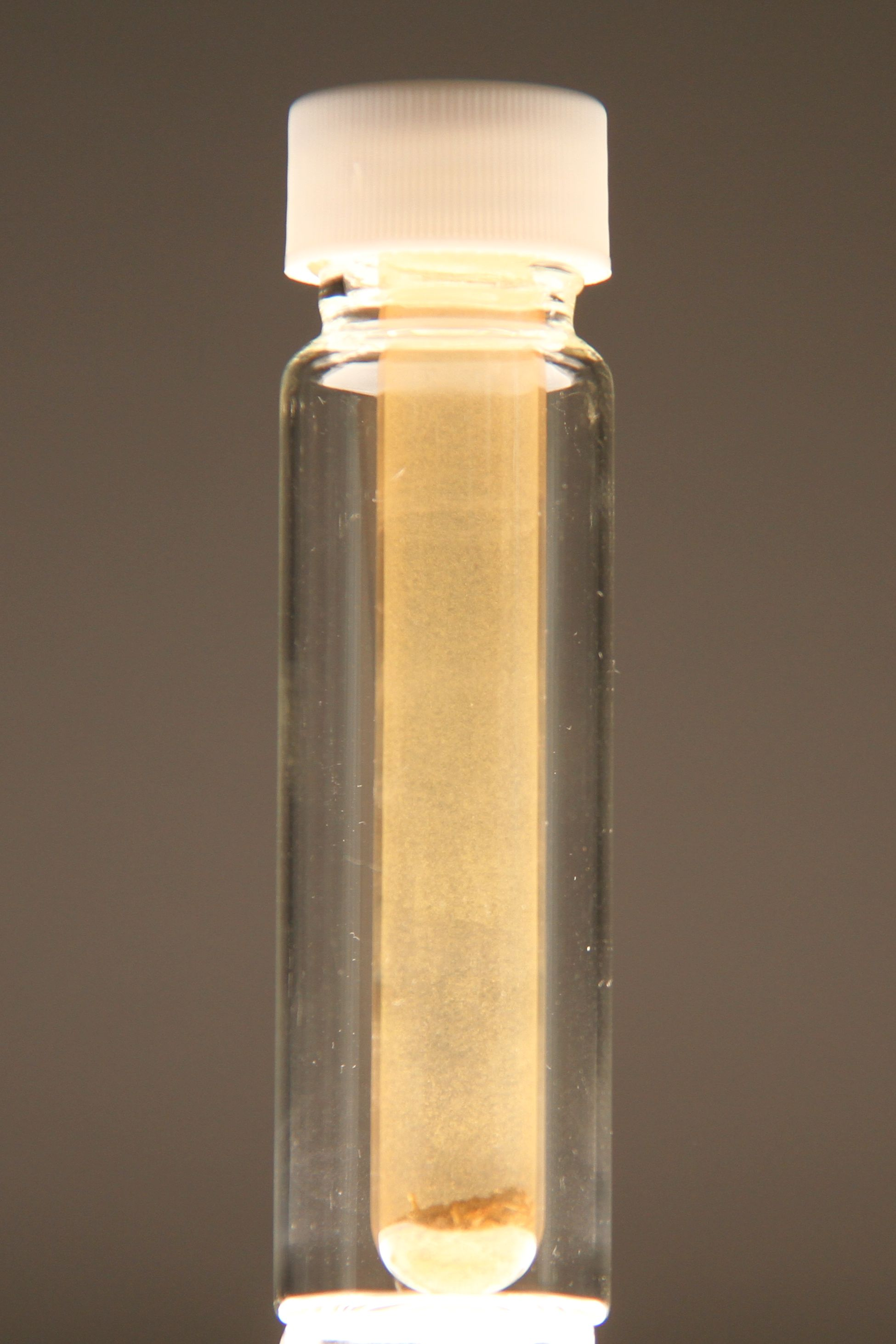
Bromuro de hierro (II) anhidro

El bromuro de hierro (II) es un compuesto inorgánico con la fórmula química FeBr2(H2O)x. El compuesto anhidro (x = 0) es un sólido paramagnético de color amarillo o pardo. También se conoce el tetrahidrato, que es un sólido de color pálido. Son precursores comunes de otros compuestos de hierro.

## Estructura
Como la mayoría de los haluros metálicos, el FeBr2 adopta una estructura polimérica formada por centros metálicos aislados reticulados con haluros. Cristaliza con la estructura del CdI2, que presenta capas muy juntas de iones bromuro, entre las que se sitúan iones de hierro (II) en huecos octaédricos. El empaquetamiento de los haluros es ligeramente diferente al del FeCl2, que adopta la estructura del CdCl2. Los tetrahidratos FeX2(H2O)4 (X = Cl, Br) tienen estructuras similares, con centros metálicos octaédricos y haluros mutuamente trans.

## Síntesis y reacciones
El FeBr2 se sintetiza utilizando una solución de metanol y ácido bromhídrico concentrado, y polvo de hierro. A continuación, se añade el solvato de metanol  [Fe(MeOH)6]Br2 junto con hidrógeno gaseoso. Al calentar el complejo de metanol en vacío, se obtiene FeBr2 puro. 
El FeBr2 reacciona con dos equivalentes de bromuro de tetraetilamonio para dar [(C2H5)4N]2FeBr4. Por su parte, el FeBr2 reacciona con bromuro y bromo para formar la especie de color intenso y valencia mixta [FeBr3Br9]−.

## Magnetismo
El FeBr2 posee un fuerte metamagnetismo a 4,2 K y se ha estudiado durante mucho tiempo como compuesto metamagnético prototípico.  